# Ralph E. Winters
Ralph E. Winters (Toronto, 17 de junho de 1909 — Los Angeles, 26 de fevereiro de 2004) é um editor canadense-estadunidense. Venceu o Oscar de melhor montagem na edição de 1951 por King Solomon's Mines e na edição de 1960 pelo filme Ben-Hur.